# メン・アット・ワーク
メン・アット・ワーク（Men at Work）は、オーストラリア出身のロックバンド。1979年にコリン・ヘイとロン・ストライカートとのアコースティック・デュオとして結成され、後にジェリー・スペーサー、ジョン・リース、グレッグ・ハムが加入しバンド形態ができあがる。
1983年にグラミー賞最優秀新人賞を受賞し、アリア・ホール・オブ・フェイムの殿堂入りを果たした。

## 来歴
1979年にコリン・ヘイとロン・ストライカートとのアコースティック・デュオとして結成。その後、ジェリー・スペーサー、グレッグ・ハム、ジョン・リースが加入。1981年にアルバム『ワーク・ソングス (Business as Usual)』をリリース。アルバムの好評を受けて1982年に世界進出する。いきなり「ノックは夜中に (Who Can It Be Now?)」、「ダウン・アンダー (Down Under)」という2曲の全米ナンバーワンヒットを放ち、グラミー賞最優秀新人賞にも輝いた。『ワーク・ソングス』は日本ではオリコン洋楽アルバムチャートで1983年3月28日付から4週連続1位を獲得した。
コリン・ヘイの飄々とした歌声と、（多くの世界地図は北を上にして描かれることから）オーストラリアが世界地図の下側にあることを自虐的に「ダウン・アンダー」と表現するユーモアセンスが受け、一時はオーストラリアのロックを指して「オージー・ロック」なる言葉も生まれるほど、シーンに対する影響力を持った。
初の日本公演は1983年4月。招聘元はVAN Production（現H.I.P）。中野サンプラザで始まり渋谷公会堂で終わった。
余勢を駆ってセカンド・アルバム『カーゴ』もヒットするが、メンバーの脱退もあって後が続かず、1986年に活動を停止。ヘイはソロ活動に移行したが成功には至らなかった。
1996年に再結成され、2000年にシドニーオリンピックの閉会式においてライブ・パフォーマンスを行うも、2002年には再び解散。
以降はコリンとグレッグの2人がゲストやサポート・メンバーを迎えて、不定期にライブ活動を行っていたが、2012年にグレッグが58歳で死去。
2019年、ヘイがバック・バンドを迎えてツアー活動を再開。

## メンバー
| 名前                     | 担当楽器                     | 在籍期間                                                                    |
| ------------------------ | ---------------------------- | --------------------------------------------------------------------------- |
| コリン・ヘイ (Colin Hay) | ボーカル リズムギター ベース | 1978年 - 1986年 1996年 - 2002年 （2012年まで複数回の一時的な復活） 2019年 - |

| 名前                                 | 担当楽器                                     | 在籍期間                                                                     |
| ------------------------------------ | -------------------------------------------- | ---------------------------------------------------------------------------- |
| ロン・ストライカート (Ron Strykert)  | リードギター ベース ボーカル                 | 1978年 - 1985年                                                              |
| ジェリー・スペーサー (Jerry Speiser) | ドラムス パーカッション バッキング・ボーカル | 1978年 - 1984年                                                              |
| グレッグ・ハム (Greg Ham)            | キーボード ボーカル サクソフォーン フルート  | 1978年 - 1985年 1996年 - 2002年 （2012年まで複数回の一時的な復活） ※2012年没 |
| ジョン・リース (John Rees)           | ベース バッキング・ボーカル                  | 1980年 - 1984年                                                              |

### サポート・メンバー
| 名前                                     | 担当楽器                                                | 在籍期間 |
| ---------------------------------------- | ------------------------------------------------------- | -------- |
| ジミー・ブランリー (Jimmy Branly)        | ドラムス                                                | 2019年 - |
| サン・ミゲル・ペレス (San Miguel Perez)  | ギター バッキング・ボーカル                             | 2019年 - |
| ヨスメル・モンテホ (Yosmel Montejo)      | ベース バッキング・ボーカル                             | 2019年 - |
| シェイラ・ゴンザレス (Scheila Gonzalez ) | サクソフォーン フルート キーボード バッキング・ボーカル | 2019年 - |
| セシリア・ノエル (Cecilia Noel)          | バッキング・ボーカル                                    | 2019年 - |

| 名前                                     | 担当楽器                                       | 在籍期間                        |
| ---------------------------------------- | ---------------------------------------------- | ------------------------------- |
| ジェレミー・オールソップ (Jeremy Alsop)  | ベース バッキング・ボーカル                    | 1985年 - 1986年                 |
| ジェームス・ブラック (James Black)       | ギター キーボード バッキング・ボーカル         | 1985年 - 1986年                 |
| マーク・ケネディ (Mark Kennedy)          | ドラムス                                       | 1985年                          |
| コリン・ベイリー (Colin Bayley)          | ギター バッキング・ボーカル                    | 1985年 - 1986年                 |
| チャド・ワッカーマン (Chad Wackerman)    | ドラムス バッキング・ボーカル                  | 1985年 - 1986年                 |
| ポール・ウィリアムソン (Paul Williamson) | サクソフォーン キーボード バッキング・ボーカル | 1985年 - 1986年                 |
| サイモン・ホスフォード (Simon Hosford)   | ギター バッキング・ボーカル                    | 1996年 - 1998年 1999年 - 2001年 |
| スティーヴン・ハドリー (Stephen Hadley)  | ベース バッキング・ボーカル                    | 1996年 - 1998年 2001年          |
| ジョン・ワトソン (John Watson)           | ドラムス                                       | 1996年 - 1997年                 |
| トニー・フロイド (Tony Floyd)            | ドラムス                                       | 1997年 - 1998年 1999年 - 2000年 |
| リック・グロスマン (Rick Grossman)       | ベース バッキング・ボーカル                    | 1998年 - 1999年                 |
| ジェームズ・ライアン (James Ryan)        | ギター バッキング・ボーカル                    | 1998年 - 1999年                 |
| ピーター・マスレン (Peter Maslen)        | ベース バッキング・ボーカル                    | 1998年 - 1999年                 |
| スチュアート・スピード (Stuart Speed)    | ベース バッキング・ボーカル                    | 1998年 - 1999年                 |
| ロドリーゴ・アラベナ (Rodrigo Aravena)   | ベース バッキング・ボーカル                    | 2000年 - 2001年                 |
| ヘタ・モージス (Heta Moses)              | ドラムス                                       | 2000年 - 2001年                 |
| ウォーレン・トラウト (Warren Trout )     | ベース バッキング・ボーカル                    | 1985年 - 1986年                 |

## ディスコグラフィ

### スタジオ・アルバム
- 『ワーク・ソングス』 - Business as Usual (1982年、Columbia)
- 『カーゴ』 - Cargo (1983年、Columbia)
- 『トゥー・ハーツ』 - Two Hearts (1985年、CBS)

### ライブ・アルバム
- Brazil '96 (1998年、Columbia)
- Hard Labour (2019年)
- Live in Christchurch 1982 (2020年)

### EP
- Overtime (1983年、Epic)
- Solid Gold (1989年、CBS)
- Still Life EP (2014年、ATV)

### コンピレーション・アルバム
- '81–'85 (1985年、Columbia)
- 『BEST 4 YOU』 - Best 4 You Men At Work (1985年、Epic)
- 『ザ・ベスト・オヴ・メン・アット・ワーク』 - Contraband: The Best of Men at Work (1995年、Columbia)
- 『スーパー・ヒッツ』 - Super Hits (2000年、Columbia)
- 『エッセンシャル・メン・アット・ワーク』 - The Essential Men at Work (2003年、Columbia)
- 『プレイリスト: ヴェリー・ベスト・オブ・メン・アット・ワーク』 - Playlist: The Very Best Of Men At Work (2009年、Columbia)

### シングル
- "Keypunch Operator" (1979年)
- 「ノックは夜中に」 - "Who Can It Be Now?" (1981年)
- 「ダウン・アンダー」 - "Down Under" (1982年)
- "Be Good Johnny" (1982年)
- "Underground" (1983年)
- 「ハイ・ワイアー」 - "High Wire" (1983年)
- 「オーバーキル」 - "Overkill" (1983年)
- 「イッツ・ア・ミステイク」 - "It's a Mistake" (1983年)
- 「ドクター・ヘッケルとミスター・ジャイブ」 - "Dr. Heckyll and Mr. Jive" (1983年)
- 「エブリシング・アイ・ニード」 - "Everything I Need" (1985年)
- 「マリア」 - "Maria" (1985年)
- "Two Hearts" (1985年)
- "Sail To You" (1985年)